# Доротеа Брант
Доротеа Брант (Бремерверде, 5. март 1984) немачка је пливачица чија специјалност је пливање слободним и прсним стилом. Вишеструка је национална првакиња, освајачица 14 медаља на првенствима Европе у малим базенима и трострука учесница Олимпијских игара.